# Sycaonia rufofacies
Sycaonia rufofacies är en stekelart som beskrevs av Cameron 1903. Sycaonia rufofacies ingår i släktet Sycaonia och familjen brokparasitsteklar. Utöver nominatformen finns också underarten S. r. albodecorata.